# Coeliccia rotundata
Coeliccia rotundata är en trollsländeart som beskrevs av Syoziro Asahina 1984. Coeliccia rotundata ingår i släktet Coeliccia och familjen flodflicksländor. IUCN kategoriserar arten globalt som otillräckligt studerad. Inga underarter finns listade i Catalogue of Life.